# بدوی‌گرایی

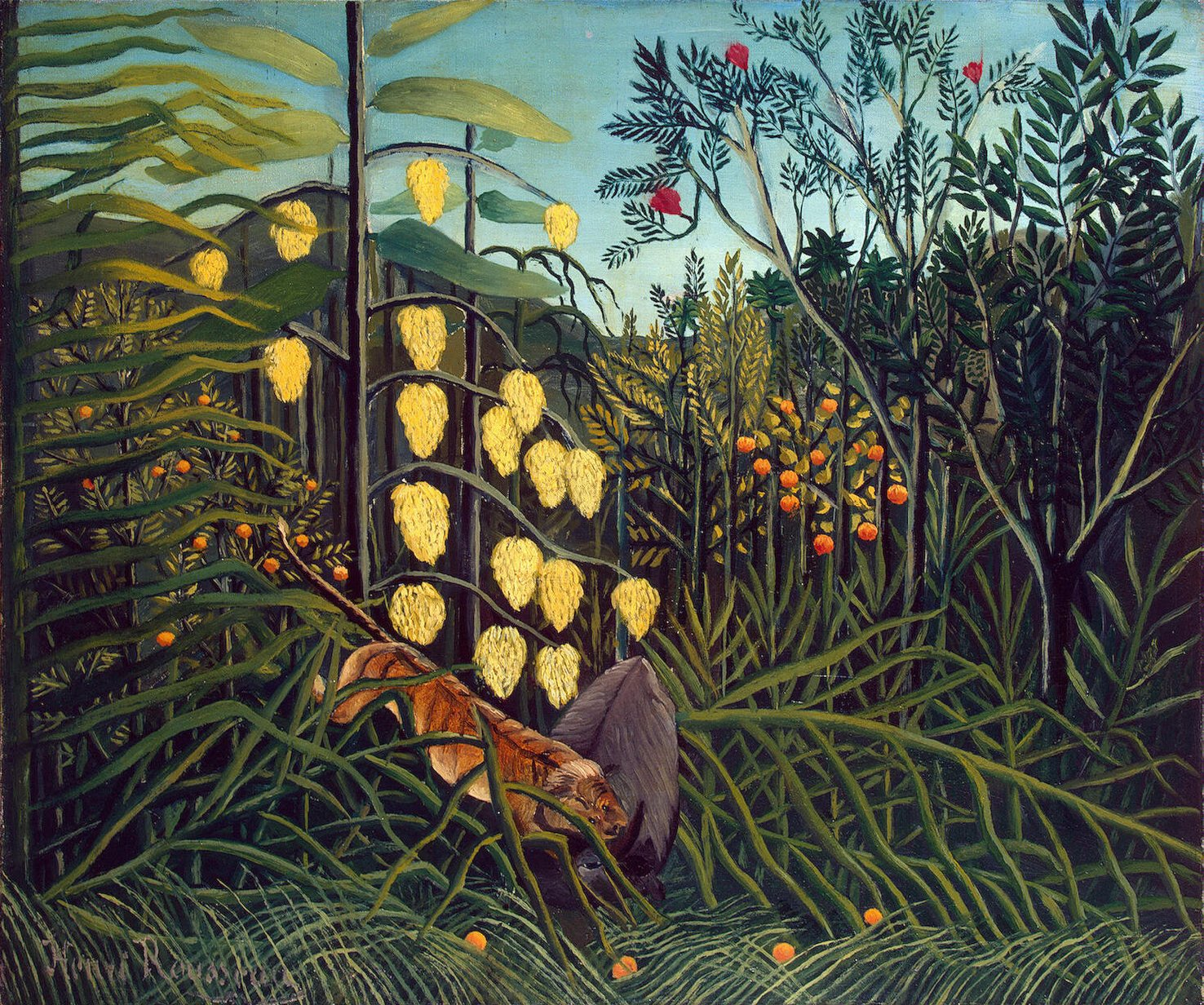
هانری روسو، جنگ ببر و بوفالو در جنگل استوایی، ۱۹۰۸-۱۹۰۹، موزه هرمیتاژ، سن پطرزبورگ

بدوی گرایی یا پریمیتیویسم (به انگلیسی: Primitivism) یک جنبش هنری در جهان غرب است که فرم‌های دیداری را از مردمان غیر غربی یا پیش از تاریخ وام می‌گیرد. این وام گرفتن در پیشرفت هنر مدرن نقش مهمی داشته‌است.
بدوی گرایی گرایشی فراگیر و گسترده در هنر مدرن بود اما مانند کوبیسم و فوتوریسم سبک مشخصی به حساب نمی‌آمد. هنرمندان مدرن به این علّت که معمولاً با قالب های از پیش تعیین شدهء آکادمیک دم‌خور بودند در جستجوی آثار هنری بدوی، مجموعه‌های قوم نگاری موزه‌های بزرگ و نیز هنر فرهنگ‌های غیر غربی را که کمتر با این صناعات صوری مانوس بودند مطالعه کردند و از آن‌ها در کارهای خود الهام گرفتند.
از هنرمندان بدوی گرا می‌توان ارنست، پل گوگن، هنری مور و امیل نولده را نام برد.
پل گوگن از نقاشانی است که در کارهایش از نقش و نگارهایی در نقاشی‌های تاهیتی الهام گرفته‌است.